# Manuel Arturo Merino de Lama

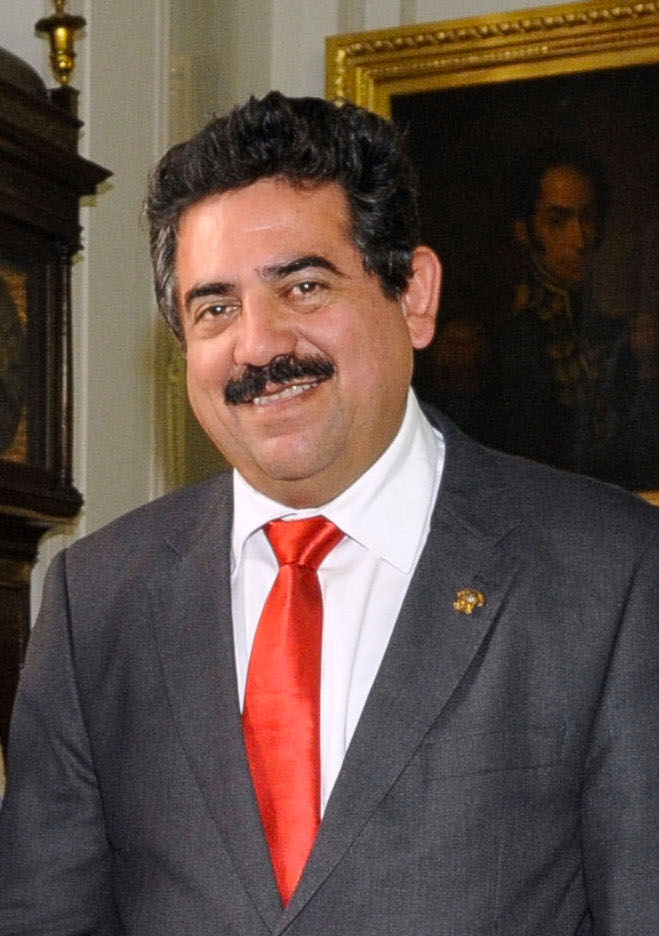
Manuel Merino (2011)

Manuel Arturo Merino de Lama  (* 20. August 1961 in Tumbes) ist ein peruanischer Politiker. Er war im November 2020 kurzzeitig Übergangspräsident Perus.

## Leben
Manuel Merino ist der Sohn eines Großgrundbesitzers. Er studierte Landwirtschaft in seiner Heimatstadt Tumbes. Nach dem Abbruch des Studiums trat er der Partei Acción Popular bei, deren örtliche Jugendgruppe er leitete. Fortan war er Landwirt und Viehzüchter und vor allem im Landhandel sowie als Funktionär von Verbänden landwirtschaftlicher Großbetriebe und von Futtermittelhändlern tätig. Auf diesen Netzwerken baute er seine politische Karriere auf.
Als Abgeordneter der Region Tumbes ist er seit 2001 Mitglied des Kongresses. Merino übernahm im März 2020 den Vorsitz des Kongresses und hielt diesen Posten inne, bis er Präsident Perus wurde.
Nachdem der Kongress am 9. November 2020 den Staatspräsidenten Martín Vizcarra wegen „moralischer Unfähigkeit“ des Amtes enthoben hatte, wurde Merino am 10. November zum Übergangspräsidenten ernannt. Nach landesweiten Protesten gegen die Absetzung Vizcarras, bei denen mehrere Menschen starben, verkündete Merino am 15. November 2020, weniger als eine Woche nach seiner Amtsübernahme, seinen Rücktritt als Staatspräsident. Seit dem Antritt Merinos waren bereits mehrere Minister der Übergangsregierung zurückgetreten.